# حاجي فتحعلي (بوئين و مياندشت)
حاجي فتحعلي (بالفارسية: حاجی فتحعلی) هي قرية تقع في إيران في Yeylaq Rural District. يقدر عدد سكانها بـ 117 نسمة بحسب إحصاء 2016.